# Presurización de cabina

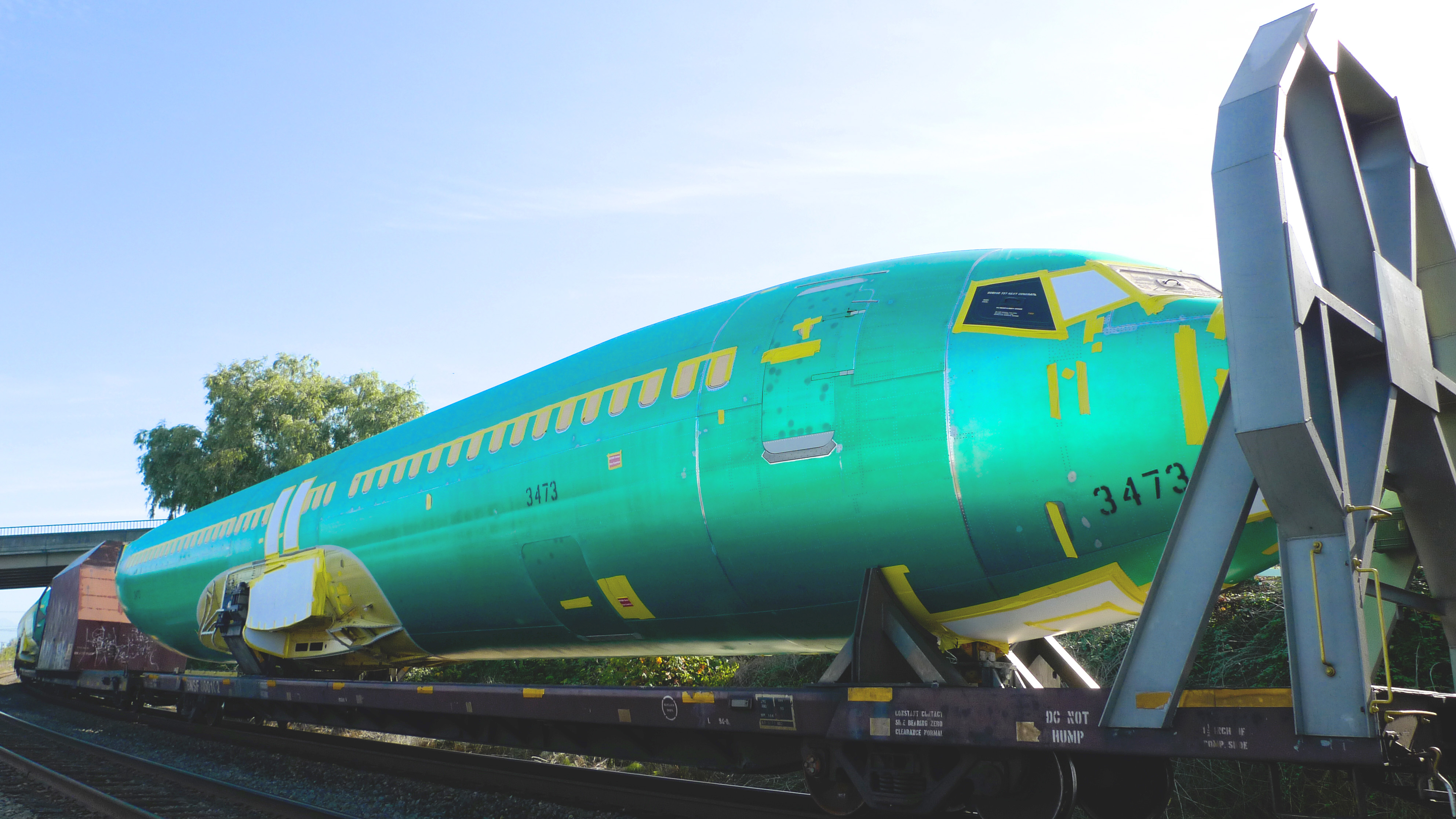
El fuselaje de un avión comercial, como este Boeing 737, forma un recipiente bajo presión cilíndrico.

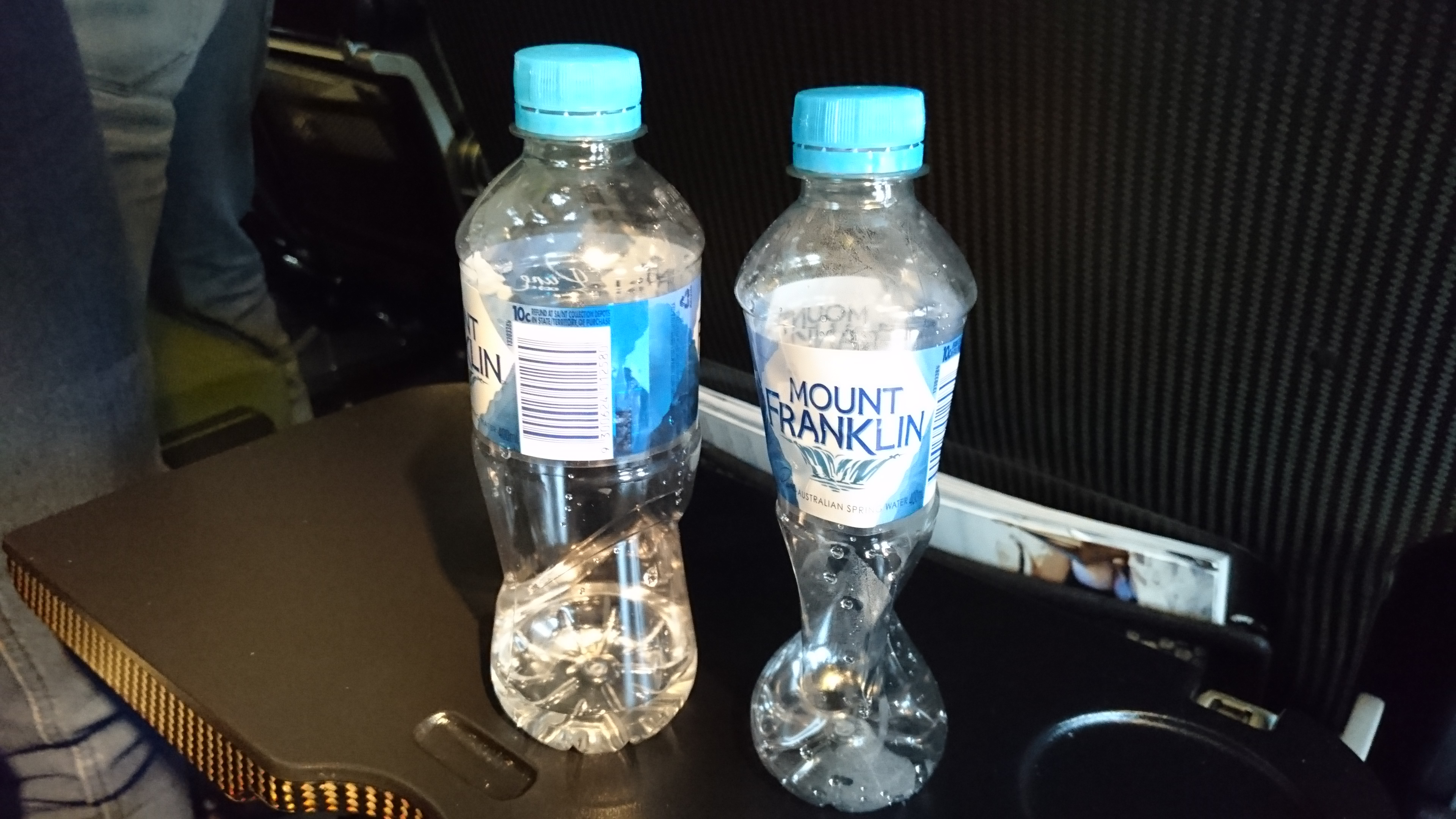
Una botella vacía, sellada a 11.000 m (37.000 pies), se aplasta al descender al nivel del mar, en comparación con una en su estado original.

La presurización de la cabina aérea es el bombeo activo de aire comprimido en la cabina de una aeronave para garantizar la seguridad y confort de los ocupantes. Es necesario cuando un avión alcanza una gran altitud, ya que la presión atmosférica natural es demasiado baja como para suministrar el suficiente oxígeno a los ocupantes. Sin la presurización se puede sufrir mal de montaña o incluso de hipoxia.

## Vuelo despresurizado
Una falta de oxígeno puede desembocar en hipoxia por la reducción de tensión de oxígeno en los alvéolos. En algunos casos, especialmente personas con problemas de corazón o pulmones, los síntomas pueden comenzar en altitudes relativamente bajas de 1500 m (5000 pies) sobre el nivel del mar, aunque la mayoría pueden soportar altitudes de 2500 m (8000 pies) sin ningún síntoma. A esta altura la respiración incorpora un 25% menos de oxígeno que al nivel del mar.
Los pasajeros también pueden fatigarse o tener dolor de cabeza a medida que el aparato se eleva. Las reacciones del cuerpo pueden verse entorpecidas pudiendo llegar a una pérdida del conocimiento. Vuelos a una altitud estable de más de 3000 m (10 000 pies) precisan, por regla general, oxígeno adicional (por medio de una cánula nasal o una máscara de oxígeno o un traje de presión).

## Vuelo presurizado

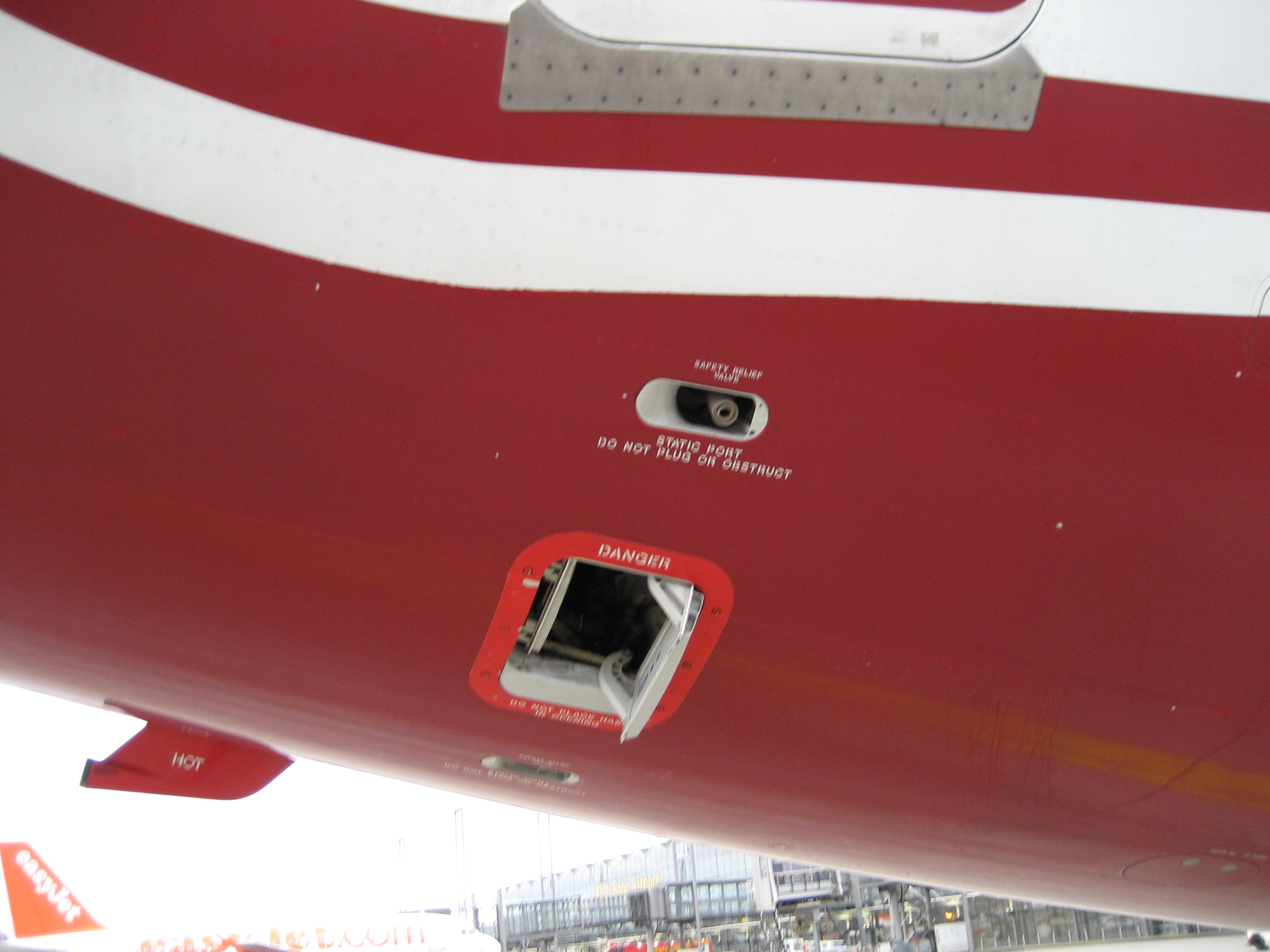
Válvula de descarga y alivio de presión en un Boeing 737-800

Las aeronaves que realizan vuelos rutinarios sobre 3000 m (10,000 ft) están, por lo general, equipados con un sistema de oxígeno alimentado por medio de máscaras o cánulas (estas últimas típicamente para naves pequeñas), o están presurizadas por un sistema de control ambiental (del inglés Environmental Control System, ECS) usando gas suministrado por un compresor o aire comprimido del motor. Este aire está precalentado y es extraído a una temperatura de aprox. 200 °C (392 °F), y el frío por medio de un tránsito a través de un intercambiador de calor, y la máquina de aire en ciclo (conocido en el mundo de la aviación comercial como the packs system). Las aeronaves más modernas tienen un controlador electrónico de doble canal para mantener la presurización junto con un sistema redundante manual. Estos sistemas mantienen una presión de aire equivalente a 2.500 m (8.000 pies2) o menor, incluso durante el vuelo a una altitud de más de 13 000 m (43.000 pies2). Las aeronaves cuentan con una válvula de alivio de presión en casos de exceso de presión en la cabina. Esto se hace para proteger la estructura de la aeronave de una carga excesiva. Normalmente, el diferencial de presión máxima entre la cabina y el aire exterior es 52–55 kPa  (7.5–8  psi)). Si la cabina se mantuviera a la presurización a nivel del mar para luego subir a una altitud de 10.700 m (35.000 pies) o más, el diferencial de presurización sería mayor que 60 kPa (9 psi) y la estructura del avión sufriría una carga excesiva. El método tradicional de extracción de aire comprimido del motor tiene como contrapartida un desgaste de la eficiencia energética. Algunas aeronaves, como por ejemplo el Boeing 787, usan compresores eléctricos para llevar a cabo la presurización. Esto permite una eficiencia mayor de propulsión. En la medida en que la aeronave se presuriza y descomprime, algunos pasajeros experimentan molestias, debido a la expansión o compresión de los gases corporales según los cambios de presión de la cabina. Los problemas más comunes ocurren con gas atrapado en el aparato digestivo, el oído medio y los senos nasales. Nótese que estos efectos dentro de una cabina presurizada no se deben al hecho de que la aeronave aumente o reduzca la altitud, sino a los cambios de presión que se aplican en la cabina.
Si una aeronave presurizada sufre un fallo de presurización sobre 3.000 m (10.000 pies) entonces puede hablarse de una situación de emergencia. En ese caso la aeronave debe comenzar un descenso de emergencia y las máscaras de oxígeno deben activarse para todos los ocupantes. En la mayoría de aviones de pasajeros (como por ejemplo en el Boeing 737), las máscaras de oxígeno de los pasajeros se activan de forma automática si la presión de la cabina se reduce por debajo de la presión equivalente de la atmósfera a 4.500 m (14.000 pies) (es decir, si la "altitud de la cabina" sube de los 14.000 pies).

## Historia y uso de las cabinas de presurización

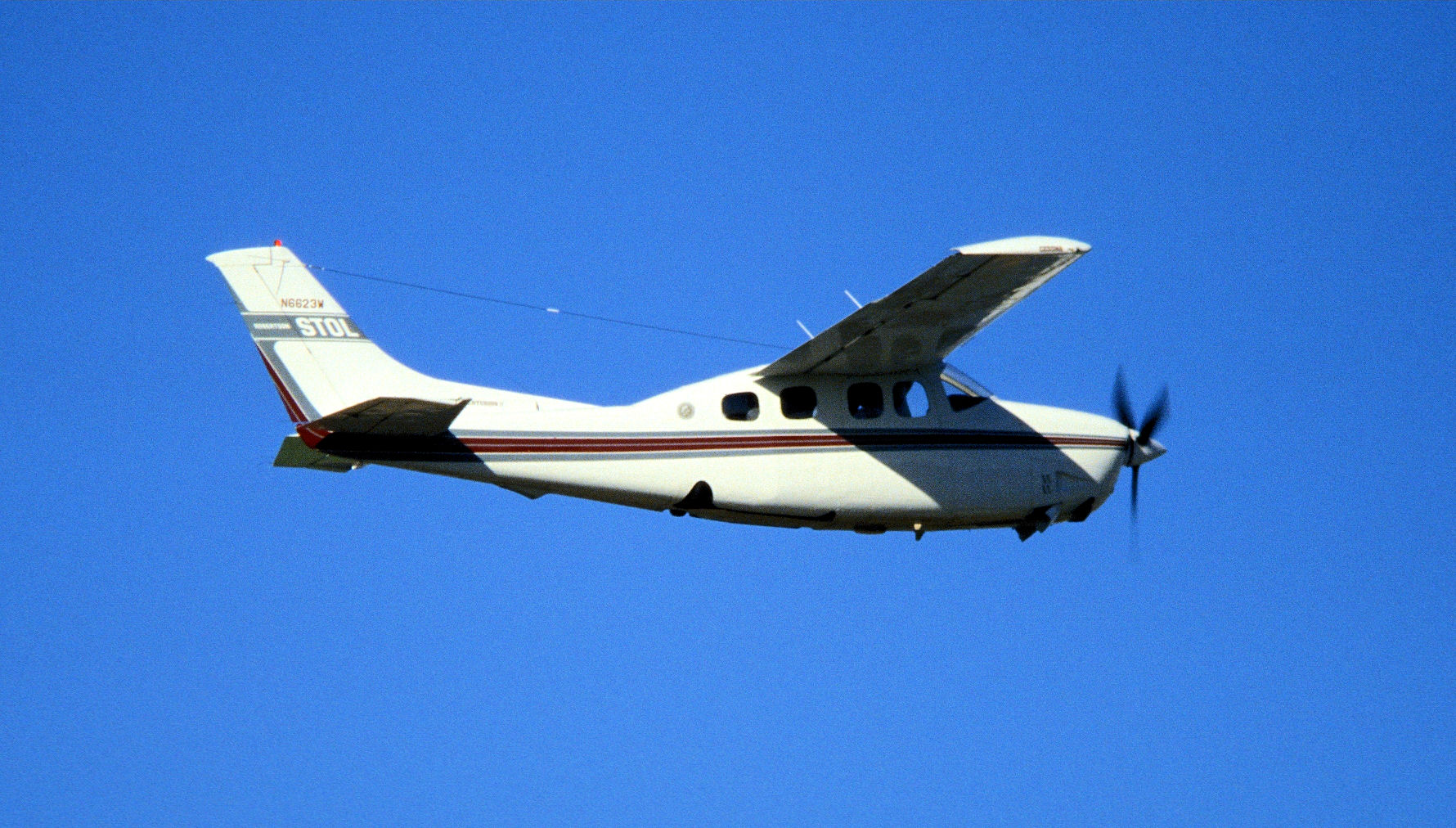
La Cessna P210, introducida en 1978, fue la primera avioneta exitosa con cabina presurizada

Antes de la Segunda Guerra Mundial el Boeing 307 Stratoliner ya tenía una cabina presurizada, si bien, solo se produjeron diez de estos aparatos. Los aviones con motores de pistón de la Segunda Guerra Mundial volaban a menudo a gran altura sin estar presurizadas: por ello los pilotos usaban máscaras de oxígeno. Esto era un problema en bombarderos de mayor tamaño, pues contaban con una tripulación a bordo mucho más numerosa. Por ello, el primer bombardero con cabina presurizada (para la zona de pasajeros) no tardó en llegar, fue el B-29 Superfortress.  El sistema de control de la presión de la cabina lo desarrolló Garrett AiResearch Manufacturing Company, sirviéndose en parte de licencias de Boeing para el Stratoliner. Aerolíneas con aparatos de motores de pistón de la posguerra, tales como el Lockheed Constellation ampliaron esta tecnología al uso civil y, dado que las aerolíneas de jets estaban diseñadas para operar a gran altitud, todos ellos cuentan con esta tecnología.
La mayoría de aeronaves con turbohélices también disponen de cabinas presurizadas para operar a media – gran altura. 
Algunos aviones privados de menor tamaño con motor de pistón también cuentan con esta tecnología. La avioneta Cessna P210, introducida en 1978, fue la primera avioneta con cabina presurizada que logró un éxito comercial. La diferencial de presión máxima entre la cabina de la P210 y el aire exterior era 23 kPa (3,35 psi).

## Pérdida de presurización

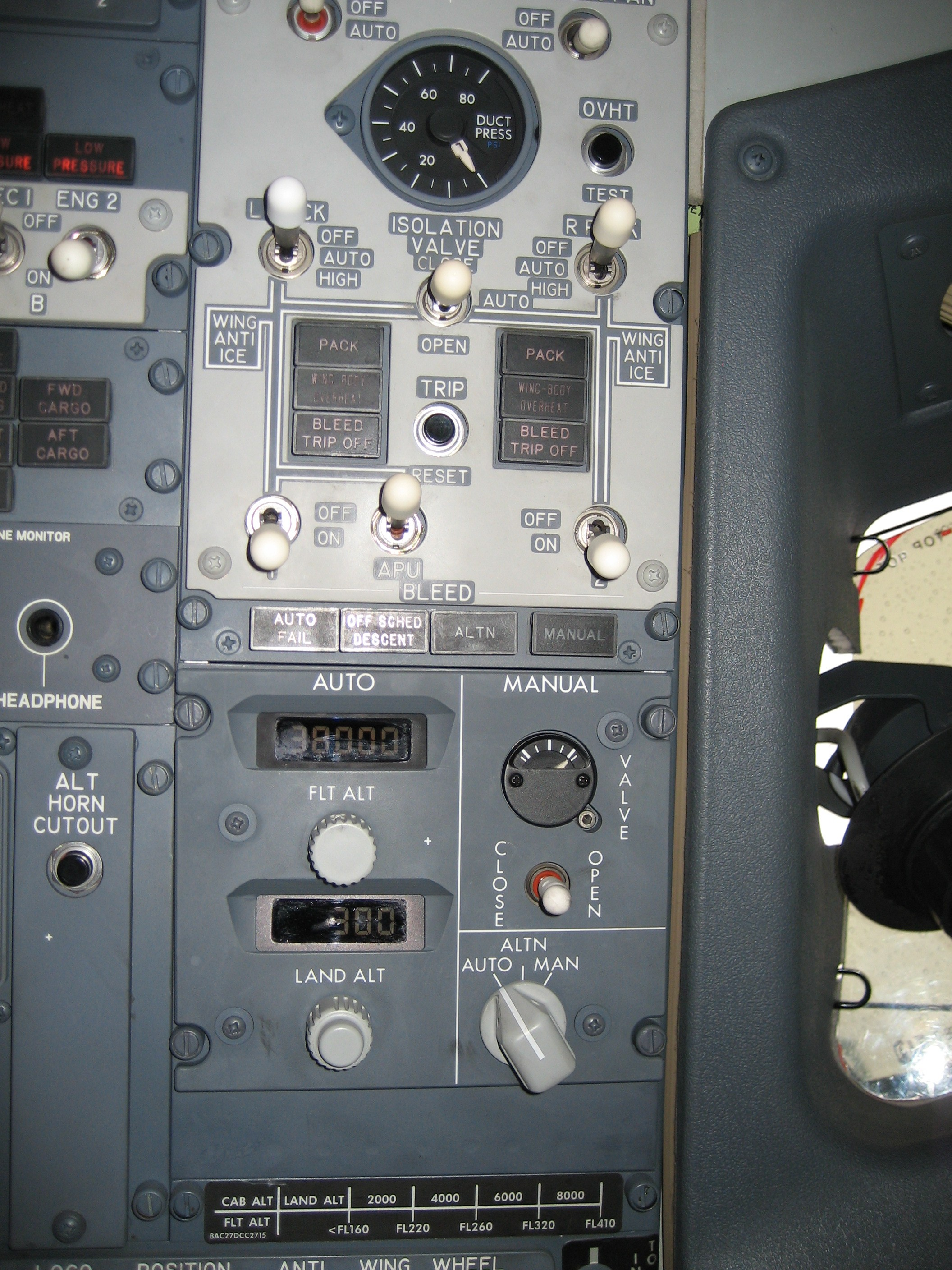
Los controles de presurización en un Boeing 737-800

Una de las consecuencias de la despresurización de una cabina es que la presión dentro del aeroplano pueda ser 70 kPa (10 psi), mientras que la presión exterior sea solo 15 kPa (2 psi). Lo que normalmente sería un orificio inofensivo, con esta diferencia de presión va a generar un intenso chirrido con salidas de aire a velocidades supersónicas. Un orificio de una longitud de metro y medio despresurizaría una aeronave jet en fracciones de segundo.
Se denomina descompresión rápida al cambio en la presión de la cabina en la que los pulmones se pueden descomprimir más rápido que la cabina. Este tipo de descompresión en una aeronave comercial no ocurre a menudo pero de ocurrir es peligrosa por objetos voladores, o incluso por la posible fuerza de atracción a la fisura si se está cerca de ella. También puede ocurrir una deformación interna de los paneles y del suelo. 
Se denomina descompresión explosiva al cambio de presión de la cabina más rápido de lo que pueden hacerlo los pulmones (menos de 0.5 segundos). Este tipo de descompresión es potencialmente peligrosa para los pulmones y se corre también el riesgo de ser golpeado por objetos voladores.
Una descompresión gradual o lenta es peligrosa porque puede que no se detecte. El accidente de Vuelo 522 de Helios Airways en 2005 es un buen ejemplo.
Los sistemas de advertencia pueden ser ignorados, malinterpretados o fallar, y por ello el reconocimiento autónomo de los efectos inherentes de la hipoxia puede verse reducido a la experiencia o al entrenamiento. Desafortunadamente en la mayoría de los países este tipo de formación se ha reducido casi exclusivamente al sector militar en una cámara hipobárica con riesgos del síndrome de descompresión y barotrauma.
Los nuevos sistemas de respiración de oxígeno reducido son más accesibles y seguros y proveen una experiencia práctica valiosa. Un aumento de la oferta de este tipo de entrenamientos por las autoridades reguladoras fomentaría el conocimiento de la hipoxia y, así, la seguridad en el sector da la aviación.
La hipoxia ocasiona una pérdida de conciencia si no se suministra oxígeno de emergencia. El tiempo que transcurre hasta la pérdida de consciencia en un entorno con escasez de oxígeno varía con la altitud.
Además, la temperatura del aire descenderá debido a la expansión corriendo del peligro de congelamiento.
A lo contrario de lo que se pueda creer por películas de James Bond como Goldfinger, los pasajeros situados a escasos metros del orificio corren más riesgo de padecer hipoxia que de ser propulsados fuera de la cabina.

## Consecuencias de la presurización de la cabina en el fuselaje de la aeronave
Cuando la aeronave se presuriza y despresuriza la capa de metal del aeroplano se expande y contrae, respectivamente, produciéndose la fatiga del metal (según la ley de Hooke). Las aeronaves modernas están diseñadas para resistir estos ciclos de compresión, pero algunas naves más antiguas (ej. De Havilland Comet) tuvieron accidentes fatales por no estar lo suficientemente preparadas frente a este fenómeno.

## Consecuencias de la presurización de la cabina en el cuerpo humano
- Senos nasales y del oído: Hay que adaptarse al aire de la cabina presurizada desde el comienzo. Uno de cada 3 pasajeros tiene dolor en los oídos e incluso pérdida temporal auditiva durante el aterrizaje o el despegue. A este fenómeno el House Ear Institute de Los Ángeles lo denomina aerotitus. Cambios rápidos de presión provocan que la bolsa de aire dentro del oído se expanda o contraiga durante el despegue y aterrizaje, respectivamente, alargando así el tímpano. Para igualar la presión debe de salir o entrar aire a través de la trompa de Eustaquio. "Si un pasajero tiene una congestión seria está sometido a un riesgo de daño del tímpano'", afirma el doctor Sigfrid Soli, director del departamento HCSD en el HSI.
- Dientes: Quien tenga gas atrapado en un diente infectado puede sufrir barodontalgia, un dolor de dientes provocado por la exposición a una presión atmosférica cambiante.
- Neumotórax: A todo aquel que haya padecido un neumotórax se le recomienda no volar (incluso en una cabina presurizada) durante, al menos, un mes, y se recomienda que se examine con rayos x antes de volar.

Junto con los problemas que puedan padecer algunos pasajeros, la presión de la cabina equivalente a un altitud de 2.500 m (8.000 pies) de la mayoría de vuelos contribuye a la fatiga que se sufre en vuelos largos. El Boeing 787 airliner cuenta con una presurización equivalente a 1.800 m (6.000 pies), que según Boeing aumentará considerablemente el confort de los pasajeros. El Airbus A350 podría ir incluso más allá considerando una presurización equivalente a 1.500 m (5.000 pies).[cita requerida]
Puede haber personas que padezcan síntomas del mal de la montaña a pesar de la presión de la cabina.

## Incidentes notables
- Vuelo 781 de BOAC: Una fatiga del metal durante el vuelo causó una descompresión explosiva en 1954, provocando la desintegración del avión, costándole la vida a 35 personas. Este accidente llevó en el diseño del de Havilland Comet, a una serie de los cambios que habían provocado la catástrofe.
- Vuelo 96 de American Airlines: Un McDonnell Douglas DC-10 perdió su puerta trasera de carga durante el vuelo debido a un problema con los seguros del mecanismo. La descompresión resultante colapsó el suelo de la cabina, dañando parcialmente los conductos hidráulicos. El incidente no causó ninguna baja gracias al uso del empuje diferencial de los motores y de los controles que quedaban, pudiendo hacer un aterrizaje seguro en el aeropuerto de origen.
- Vuelo 981 de Turkish Airlines: Otro DC-10 perdió, igualmente, su puerta trasera de carga, debido a un problema con el cierre. La gravedad de la despresurización dañó totalmente los controles hidráulicos, haciendo que el avión sea incontrolable. Los 346 pasajeros del avión murieron.
- Vuelo 123 de Japan Airlines: El cono presurizador trasero de un Boeing 747 falló, resultando en una descompresión explosiva. El estabilizador vertical se desprendió, eliminando el sistema hidráulico. La tripulación intentó controlar el avión con el empuje de los motores hasta que se estrellaron en una montaña. 520 personas murieron y solo hubo 4 sobrevivientes.
- Vuelo 243 de Aloha Airlines: Una descompresión explosiva en un Boeing 737 resultó en la muerte de un asistente de vuelo al desprenderse el techo del avión. El aparato llevaba más de 90000 ciclos de vuelo, cuando había sido diseñado para 75000 ciclos.
- Vuelo 811 de United Airlines: Un Boeing 747-122 perdió su puerta de carga delantera, dañando el fuselaje y causando la pérdida de varios asientos en la zona cercana a la descompresión, provocando la muerte de 9 personas.
- El golfista Payne Stewart y cinco personas más fallecieron en el el accidente de un jet como resultado de la pérdida de presión en la cabina poco después de alcanzar su altitud de crucero. El avión continuó volando durante 4 horas hasta estrellarse en un campo de Dakota del Sur.
- Vuelo 522 de Helios Airways: Un Boeing 737 chipriota se estrelló en Grecia el 14 de agosto de 2005, muriendo las 121 personas que viajaban a bordo. El accidente ocurrió porque los técnicos de mantenimiento desactivaron la presurización automática para una prueba y olvidaron activarlo. Los pilotos no comprobaron los sistemas y, por lo tanto, el avión no se presurizó.
- Vuelo 611 de China Airlines: Un Boeing 747 se desintegró durante el vuelo a altitud de crucero el 25 de mayo de 2002 acabando con la vida de las 225 personas a bordo. El accidente fue causado por la fatiga del metal, debido a una reparación defectuosa 22 años antes, provocando una descompresión de la cabina de forma similar al vuelo 123, pero desprendiéndose toda la cola del avión.
- Vuelo 996 de American Airlines: un Boeing 777-200 (N792AN) había despegado del Aeropuerto Internacional Ministro Pistarini de Ezeiza, Buenos Aires, con rumbo al Aeropuerto internacional de Dallas Ft Worth, Texas a las 20:30, cuando a los 10 minutos de haber despegado este sufrió una despresurización. Gracias a este incidente el Boeing 777 tuvo que retornar al aeropuerto Pistarini realizando un aterrizaje de emergencia.
- Accidente de Cessna 551 en el Mar Báltico: un Cessna 551 despega de Jerez (España) hacia Colonia (Alemania). A la altura de Francia se pierde el contacto y se acaba estrellando en el mar Báltico, cerca de Letonia.

## Ficción
- En la película Snakes on a Plane, la descompresión ayudó a librarse de serpientes repartidas por la cabina gracias a una ventana "abierta".

## Primeras aeronaves con sistemas de presurización
- Boeing 307
- Avro Tudor
- Lockheed Constellation
- Douglas DC-6